# Gniewoszyce
Gniewoszyce [pronunciación en polaco: /ɡɲɛvɔˈʂɨt͡sɛ/] es un pueblo ubicado en el distrito administrativo de Gmina Trzebiel, dentro del Condado de Żary, Voivodato de Lubusz, en Polonia occidental, cercano a la frontera alemana. Se encuentra aproximadamente a 6 kilómetros al sur de Trzebiel, a 23 kilómetros al oeste de Żary, y a 62 kilómetros al suroeste de Zielona Góra.
Antes de 1945, el área fue parte de Alemania.